# Chanchra Raj
Chanchra Raj fou un estat tributari protegit de l'Índia, a Bengala, districte de Jessore (avui Bangladesh). El raja era anomenat també raja de Jessore i governava al sud del districte.
El seu origen era Bhabeswar Rai, un oficial de l'exèrcit imperial mogol a qui l'emperador va concedir algunes parganes arrabassades al raja Pratapaditya de Jessore; va morir el 1588 i fou succeït pel seu fill Mahtab Ram Rai, que va ajudar el governador Man Singh contra Pratapaditya, i al final de la guerra va poder conservar les parganes concedides al seu pare. El va succeir Kandarpa Rai, que va afegir considerables territoris a les seves parganes inicials; el va succeir Manohar Rai (1649-1705), principal fundador de la família, que va adquirir una pargana darrere altra fins a la seva mort, quan el seu estat era el més gran de la regió; va passar llavors a Krishna Ram (1705-1729), al que va seguir Sukh Deb Rai (1729-45). Aquest va dividir el territori en dos parts, una amb 1/4 de les terres (anomenat Isafpur) i l'altra amb 3/4 (anomenat Saidpur) que fou concedida al seu germà Syam Sundar, que va morir sense successió. La Companyia Britànica de les Índies Orientals va cedir aquest domini a un terratinent (que havia estat expropiat pel nawab de Bengala) a canvi de certes terres properes a Calcuta; el posseïdor de la propietat el 1814, Haji Muhammad Mohsin, la va cedir en fideïcomís a la mesquita d'Hooghly Imambara, que en endavant va gaudir de la recaptació.
Mentre a Isafpur, el 1764 va heretar el domini Sri Kanta Rai, que va tenir unes pèrdues tan considerables vers el 1785 que va perdre el territori i forçat a dependre del govern. Quan fou proclamat el seu net Barada Kanta que el va succeir el 1817, com que era menor, l'administració va passar al Consell de Corts (Court of Wards) i es va recuperar en valor i recaptació. El 1823 el govern hi va afegir la pargana confiscada de Sahos, i el 1859 li va concedir el títol de Raja Bahadur pel serveis durant el motí; va morir el 1880 el major dels quals, Ganynada Kant, el va succeir; la família va dominar el zamindari fins a l'abolició d'aquest tipus de tinença el 1953.